# Johann Christoph Olearius
Johann Christoph Olearius (1668-1747) (* Halle (Saale), 17 de Setembro de 1668 † Arnstadt, 31 de Março de 1747) foi teólogo evangélico, erudito, compositor de hinos, numismata, bibliotecário e historiador alemão. Era filho do teólogo Johann Gottfried Olearius (1635-1711) e irmão do jurista Johann Gottlieb Olearius (1684-1734)

## Obras
- Neu-Verbessertes Arnstädtisches Gesangbuch, Darinnen Eine vergnügliche Anzahl von Geistlichen und erbaulichen Liedern zufinden, welche nicht allein von reinen Evangelischen Lehrern und andern rechtgläubigen verfertiget, sondern auch hin und wieder, und führnehmlich in Schwartzburgischen Orten und Schulen, in öffentlicher und privat-Andacht bekannt worden. Dabey ein kurtz-verlangtes Gebet-Büchlein, in welchem Allerhand Hauß- Reise und Kirchen Gebete enthalten, Nebst denen nöthigen hierzugehörigen Registern und einer erbaulichen Vorrede, welche auf Begehren hinzu gethan wie auch diß gantze Werck auf des Hoch-Gräfl. Arnstädtischen Consistorii Special-Befehl also eingerichtet hat M. JOH. CHRISTOPH. OLEARIUS, Eccles. Arnstad. Diac. & Bibl. In Arnstadt, Gedruckt und zu finden bey Nicolas Bachm. Hof-Buchdrucker wohnend in der grossen Rosen-Gaße. (Wohl 1701)
- Kurtzer Entwurff einer nützlichen Lieder-Bibliotheck, Darinne Von Geistlichen Liedern insgemein, auch insonderheit von denen Autoribus, welche dergleichen verfertiget, erkläret oder sonsten davon etwas angemercket, zur Probe eines weitläufigen Wercks gehandelt und zugleich allerhand gute Anmerckungen beygefüget hat M. Joh. Christoph. Olearius, Prediger und Bibl. in Arnstadt. Jena, verlegts Joh. Bielcke, Arnstadt, Druckts Nic. Bachmann. Anno 1702.
- Rerum Thuringicarum syntagma, Frankfurt und Leipzig, editor Johann Christoph Stößel, (1704-1707)
- Curiose Müntz-Wissen-schafft : darinne von dero unfehlbahren Nutzbarkeit, allerhand merckwürdigen Müntz-Arten, so auch nöthigsten darzugehörigen Mitteln, ausführlich gehandelt hat
- Evangelischer Lieder-Schatz darinn allerhand auserlesene Gesänge, so sich auss alle Sonn- und Fest-Tags Evangelia schicken ...
- Sol sine veste, oder, Dreyssig Experimenta dem Gold seinen Purpur auszuziehen welches Theils die Destructionem auri vorstellet, mit angehängetem Unterricht, den schon längst verlangten Rubin-Fluss oder Rothe Glass in höchster Perfection zubereiten

## Família Olearius
- Adam Olearius (1603-1671)
- Johannes Olearius (1546–1623)
- Johannes Olearius (1611-1684)
- Johann Gottfried Olearius (1635-1711)
- Johann Gottfried Olearius (1641-1675)
- Gottfried Olearius (1604–1685)
- Johann Gottlieb Olearius (1684-1734)
- Johannes Andreas Olearius (1639-1684)

## Filhos
- Johannes Christian Olearius (1699-1776)
- Juliana Elisabeth Olearius (1700-1743)
- Johannes Gottfried Olearius (1702-1741)
- Johannes Friedrich Olearius (1703-1704)
- Augusta Johanna Olearius (1706-1739)
- Johanna Sophia Olearius (1709-1780)